# Napoléon-Louis de Talleyrand-Périgord
Napoléon-Louis de Talleyrand-Périgord, 1er duc de Valençay, 2e duc de Sagan et 3e duc de Talleyrand (Paris, 12 mars 1811 - Berlin, 21 mars 1898) est un homme politique et militaire français.

## Biographie

### Vie privée
Il est né à Paris le 12 mars 1811, fils du général Edmond de Talleyrand-Périgord (1787-1872), duc de Dino et plus tard 2e duc de Talleyrand, et de Dorothée de Courlande (1793-1862), duchesse de Sagan,.
Son frère cadet est Alexandre (1813-1894), 3e duc de Dino, marquis de Talleyrand, époux de Valentine de Sainte-Aldegonde (1820-1891). Sa sœur cadette est Pauline de Talleyrand-Périgord (1820-1890) qui a épousé Henri de Castellane (1814-1847).

### Vie publique
En 1829, Charles X de France lui octroie le titre de duc de Valençay.
Comme son père, il poursuit une carrière militaire. Après avoir quitté l'armée, il est appelé à la Chambre des pairs le 19 avril 1845, où il vote avec les partisans du gouvernement de Louis-Philippe.
Après la Révolution de 1848, il se retire de la vie publique. Il est fait chevalier de la Toison d'or en 1838 et officier de la Légion d'honneur le 30 juin 1867, en tant que membre du jury de l'Exposition Universelle.

Il meurt à Berlin le 21 mars 1898.

## Famille
Il épouse en premières noces, le 26 février 1829, Alix Anne Louise Charlotte de Montmorency (1810-1858), fille de Charles de Montmorency, 4e duc de Montmorency et d'Anne Louise Caroline Goyon de Matignon. Ils ont quatre enfants.
- Caroline Valentine de Talleyrand-Périgord (12 septembre 1830 - 20 février 1913) épouse Vincent d'Etchegoyen (3 février 1818 - 5 février 1885), dont descendance ;
- Boson de Talleyrand-Périgord, 4e duc de Talleyrand (7 mai 1832 - 21 février 1910)[7] épouse Jeanne Seillière[8] (20 avril 1839 - 12 octobre 1905), dont descendance ;
- Marie Pauline Yolande de Talleyrand-Périgord (29 juin 1833 - 1836), célibataire, sans enfants ;
- Adalbert Nicolas Raoul de Talleyrand-Périgord, 6e duc de Montmorency (29 mars 1837 - 25 mars 1915) épouse Maria del Carmen Aguado Delas Marismas (5 juillet 1847 - 24 novembre 1880), dont descendance.

Il épouse en secondes noces, le 4 avril 1861, Rachel Élisabeth Pauline de Castellane (1823-1895), fille de Boniface de Castellane, 2e marquis de Castellane et de Louise Cordelia Eucharis Greffulhe. Ils ont un enfant.
- Dorothée de Talleyrand-Périgord (17 novembre 1862 - 17 juillet 1948) épouse en premières noces Charles-Egon IV de Fürstenberg, 11e prince de Fürstenberg (25 août 1852 - 27 novembre 1896), dont descendance, puis épouse en secondes noces Jean de Castellane, 7e marquis de Castellane (25 avril 1868 - 13 septembre 1965), sans descendance.

## Distinctions

### Décorations françaises
- Officier de la Légion d'honneur (décret du 30 juin 1867)
  -  Chevalier de la Légion d'honneur

### Décorations étrangères

#### Espagne
- Chevalier de l'Ordre de la Toison d'or (1838)

#### Royaume de Prusse
- Chevalier de l'Ordre de l'Aigle rouge (12 mars 1891)